# أناتولي بيبيلوف
أناتولي إليتش بيبيلوف (بالأوسيتية: Бибылты Ильяйы фырт Анатолий)‏، (بالروسية: Анато́лий Ильи́ч Биби́лов)‏ (من مواليد 6 فبراير 1970 -) هو ضابط عسكري روسي وأوسيتي جنوبي، وهو الرئيس لأوسيتيا الجنوبية منذ 21 أبريل 2017، خلفًا ليونيد تيبلوف.

## حياته
ولد بيبيلوف في أوسيتيا الجنوبية الذاتية الحكم في جمهورية جورجيا الاشتراكية السوفياتية في الاتحاد السوفياتي. بعد الصف الثامن ، التحق بمدرسة داخلية في تبليسي بتدريبات عسكرية وبدنية مكثفة ، ثم التحق بمدرسة ريازان العليا المحمولة جواً. بعد التخرج ، تم توزيع بيبيلوف على قسم الهجوم الجوي للحرس 76. و تضمين فرقته في الكتيبة الموحدة لحفظه السلام في أوسيتيا الجنوبية. في وقت لاحق انضم إلى جيش أوسيتيا الجنوبية  و قاد وحدة القوات الخاصة. بين الفترة 1998-2008 عاد إلى قوات حفظ السلام ، هذه المرة في كتيبة شمال أوسيتيا. قام بيبيلوف بدور نشط في حرب أوسيتيا الجنوبية عام 2008 ، حيث نظم الدفاع عن إحدى مقاطعات تسخينفالي ضد القوات المسلحة الجورجية.